# Francilly-Selency
Francilly-Selency é uma comuna francesa na região administrativa de Altos da França, no departamento de Aisne. Estende-se por uma área de 5,43 km². Em 2010 a comuna tinha 512 habitantes (densidade: 94,3 hab./km²).